# 虚円点
虚円点（きょえんてん、英: circular points at infinity, cyclic points, isotropic points）または無限遠円点（むげんえんえんてん）は、射影幾何学において、複素射影平面上にあるすべての実円が通る2つの無限遠点である。虚点とも言われる。

## 座標
3組の複素数で表される同次座標系(x : y : z)で表すと(1 : i : 0),(1 : -i : 0)となる。

### 三線座標
基準となる三角形ABCの3つの内角の大きさをA,B,Cとして、三線座標において、虚円点は次の式で表される。
{\displaystyle -1:\cos C-i\sin C:\cos B+i\sin B,\qquad -1:\cos C+i\sin C:\cos B-i\sin B}
または
{\displaystyle \cos C+i\sin C:-1:\cos A-i\sin A,\qquad \cos C-i\sin C:-1:\cos A+i\sin A}
または
{\displaystyle \cos B+i\sin B:\cos A-i\sin A:-1,\qquad \cos B-i\sin B:\cos A+i\sin A:-1,}
ただし {\displaystyle i={\sqrt {-1}}}.

## 複素化された円
中心を(x0 , y0)、半径をrとする円（x0 , y0 , rはすべて実数）の方程式は次の形で与えられる。
{\displaystyle (x-x_{0})^{2}+(y-y_{0})^{2}=r^{2}.}
線型方程式系に変形して、解を複素数の範囲まで広げる（複素化）。複素化されたすべての実円は虚円点を通るため、「circular points」という名がつけられている。同次座標において円の方程式は次の式で与えられる。
{\displaystyle Ax^{2}+Ay^{2}+2B_{1}xz+2B_{2}yz-Cz^{2}=0.}
係数がすべて実数で与えられる場合、実射影平面上のすべての円の方程式をこの形で表せる。2つの虚円点の座標を代入すれば、すべての円が虚円点を通ることを確認できる。一般に、虚円点を通る代数曲線は円的（circular）であると言われる。例えば、ノイベルグ三次曲線は円的三次曲線（circular cubic）である。

## 性質
虚円点は等方直線と無限遠直線の交点である。また、回転や平行移動によって不変である。
角度の概念は虚円点、自然対数、複比を用いて定義することができる。
二つの直線が成す角は、二つの直線と、それらと虚円点で交わるような直線が成す束の複比の自然対数である。
Sommerville (Duncan Sommerville) は、原点を通る2直線{\displaystyle u:y=x\tan \theta ,\quad u':y=x\tan \theta '} について、2つの虚円点をω , ω' として、複比を次のように得た。
{\displaystyle (uu',\omega \omega ')={\frac {\tan \theta -i}{\tan \theta +i}}\div {\frac {\tan \theta '-i}{\tan \theta '+i}},}
{\displaystyle \therefore \phi =\theta '-\theta ={\tfrac {i}{2}}\log(uu',\omega \omega ').}